# Прессен
Прессен (фр. Pressins) — коммуна во Франции, находится в регионе Рона — Альпы. Департамент коммуны — Изер. Входит в состав кантона Шартрёз-Гье. Округ коммуны — Ла-Тур-дю-Пен.
Код INSEE коммуны — 38323. Население коммуны на 1999 год составляло 832 человека. Населённый пункт находится на высоте от 262  до 532  метров над уровнем моря. Муниципалитет расположен на расстоянии около 450 км юго-восточнее Парижа, 70 км юго-восточнее Лиона, 39 км севернее Гренобля. Мэр коммуны — M. Serge Revel, мандат действует на протяжении 2001—2008 гг.
Динамика населения (INSEE):